# Lactura rutila
Lactura rutila is een vlinder uit de familie van de Lacturidae. De wetenschappelijke naam van de soort is voor het eerst geldig gepubliceerd in 1890 door Calv..